# Bubalornis
Bubalornis (bufalero) es un género de aves paseriformes de la familia Ploceidae. Se encuentran en África al sur del Sahara.

## Especies
Se reconocen las siguientes especies:
- Bubalornis albirostris
- Bubalornis niger